# Naturbahnrodel-Weltmeisterschaft 1980
Die 2. FIL-Naturbahnrodel-Weltmeisterschaft fand vom 29. Januar bis 3. Februar 1980 in Moos in Passeier in Südtirol (Italien) statt.

## Einsitzer Herren
| Platz | Name                  | Zeit |
| ----- | --------------------- | ---- |
| 01    | Erich Graber          | ?    |
| 02    | Damiano Lugon         | ?    |
| 03    | Otto Bachmann         | ?    |
| 04    | Alfred Kogler         | ?    |
| 05    | Johann Mair           | ?    |
| 06    | Piero Poletto         | ?    |
| 07    | Hermann Sporer        | ?    |
| 08    | Gerhard Pircher       | ?    |
| 09    | Helmut Hutter         | ?    |
| 10    | Richard Hutter        | ?    |
| 11    | Vitus Gansler         | ?    |
| 12    | Trond Enkerud         | ?    |
| 13    | Knur Risberg          | ?    |
| 14    | Fred Lindfors         | ?    |
| 15    | Carl Henrik Bache     | ?    |
| 16    | Marjan Meglič         | ?    |
| 17    | Mirko Klinar          | ?    |
| 18    | Peter Brunold         | ?    |
| 19    | Heinz Gdanitz         | ?    |
| 20    | Håkon Sandvik         | ?    |
| 21    | Jože Nemc             | ?    |
| 22    | Per Winberg           | ?    |
| 23    | Paweł Goryl           | ?    |
| 24    | Vinko Lavtižar        | ?    |
| 25    | Hermann Städler       | ?    |
| 26    | Erich Hedinger        | ?    |
| 27    | Klaus Haller          | ?    |
| 28    | Stanko Koler          | ?    |
| 29    | Wacław Kubica         | ?    |
| 30    | Bengt Myckelberg      | ?    |
| 31    | Gerhard Eidner        | ?    |
| 32    | Ryszard Gołąbek       | ?    |
| 33    | Albin Donzel          | ?    |
| 34    | Werner Gundrum        | ?    |
| 35    | Jean-François Humblet | ?    |
| --    | Werner Prantl         | DNF  |
| --    | Leopold Krašovec      | DNF  |
| --    | Martin Jud            | DNF  |

Im Einsitzer der Herren gingen – wie auch bei den Damen – alle Medaillen an das Gastgeberland Italien. Weltmeister wurde Erich Graber, der im Vorjahr Bronze gewonnen hatte. Silber gewann wie schon im Vorjahr Damiano Lugon und Bronze gewann Otto Bachmann. Der Titelverteidiger Werner Prantl aus Österreich kam nicht ins Ziel.

## Einsitzer Damen
| Platz | Name                 | Zeit |
| ----- | -------------------- | ---- |
| 1     | Delia Vaudan         | ?    |
| 2     | Christa Fontana      | ?    |
| 3     | Roswitha Fischer     | ?    |
| 4     | Elisabeth Höllwerth  | ?    |
| 5     | Helene Mitterstieler | ?    |
| 6     | Ingrid Zameter       | ?    |
| 7     | Hilde Fuchs          | ?    |
| 8     | Ewa Więcek           | ?    |
| 9     | Małgorzata Kabat     | ?    |
| --    | Ruth Oberhöller      | DNF  |

Wie bei den Herren gingen auch bei den Damen alle Medaillen an Italien. Die Weltmeisterin des Vorjahres, Delia Vaudan, konnte ihren Titel erfolgreich verteidigen. Die Silbermedaille gewann Christa Fontana, für die es die einzige WM-Medaille war, die aber 1979 bereits bei der Europameisterschaft Zweite gewesen ist. Die Bronzemedaille gewann wie im Vorjahr Roswitha Fischer.

## Doppelsitzer
| Platz | Name                                 | Zeit |
| ----- | ------------------------------------ | ---- |
| 01    | Oswald Pörnbacher – Raimund Pigneter | ?    |
| 02    | Martin Jud – Harald Steinhauser      | ?    |
| 03    | Werner Mücke – Helmut Hutter         | ?    |
| 04    | Werner Prantl – Florian Prantl       | ?    |
| 05    | Wilhelm Galsterer – Heinz Kleinhofer | ?    |
| 06    | Erich Hedinger – Peter Brunold       | ?    |
| 07    | Vinko Lavtižar – Marjan Meglič       | ?    |
| 08    | Paweł Goryl – Ryszard Gołąbek        | ?    |
| 09    | Carl Henrik Bache – Håkon Sandvik    | ?    |
| 10    | Damiano Lugon – Andrea Millet        | ?    |
| --    | Heinz Gdanitz – Gerhard Eidner       | DNF  |
| --    | Leopold Krašovec – Mirko Klinar      | DNF  |

Im Doppelsitzer gewannen die Italiener Oswald Pörnbacher und Raimund Pigneter vor ihren Landsleuten Martin Jud und Harald Steinhauser. Die einzige Medaille bei dieser Weltmeisterschaft für Österreich gewannen die drittplatzierten Werner Mücke und Helmut Hutter, die im Vorjahr Zweite waren.

## Medaillenspiegel
| Platz | Land       | Gold | Silber | Bronze | Gesamt |
| ----- | ---------- | ---- | ------ | ------ | ------ |
| 1.    | Italien    | 3    | 3      | 2      | 8      |
| 2.    | Österreich | —    | —      | 1      | 1      |